# Associazione Calcio Cuneo 1943-1944
Questa voce raccoglie le informazioni riguardanti l'Associazione Calcio Cuneo nelle competizioni ufficiali della stagione 1943-1944.

## Stagione
La tragedia bellica ferma tutto ma non il calcio e nel 1944 le autorità sportive indicono un campionato suddiviso in turni eliminatori regionali, semifinali e finali. Il Cuneo partecipa e viene inserito nel girone Piemonte-Liguria. Molti giocatori, sfollati o rimasti tagliati fuori dalla loro città, giocano in squadre che non sono le loro per cui anche il Cuneo riesce a schierare una formazione accettabile. Purtroppo risulta non perfettamente regolare la posizione di Ruella e molti risultati vengono modificati a tavolino.

## Rosa
| N. |                   | Ruolo | Calciatore        |
| -- | ----------------- | ----- | ----------------- |
|    | Italia (bandiera) |       | Pierino Bisetti   |
|    | Italia (bandiera) |       | Biagio Bobbo      |
|    | Italia (bandiera) | D     | Angelo Borgogno   |
|    | Italia (bandiera) |       | Giuseppe Calcagno |
|    | Italia (bandiera) | P     | Gino Camerario    |
|    | Italia (bandiera) | A     | Michele Caviglia  |
|    | Italia (bandiera) |       | Attilio Delucchi  |
|    | Italia (bandiera) | C     | Teresio Dutto     |

| N. |                   | Ruolo | Calciatore           |
| -- | ----------------- | ----- | -------------------- |
|    | Italia (bandiera) | P     | Emilio Maggioni      |
|    | Italia (bandiera) | A     | Mario Metelliano     |
|    | Italia (bandiera) | D     | Piero Mocca          |
|    | Italia (bandiera) | A     | Giulio Pellegrino    |
|    | Italia (bandiera) | C     | Michele Ruella       |
|    | Italia (bandiera) | A     | Luigi Soffrido       |
|    | Italia (bandiera) | C     | Giuseppe Trotter     |
|    | Italia (bandiera) | A     | Sebastiano Vaschetto |

## Risultati

### Divisione Nazionale

#### Girone piemontese-ligure

##### Girone di andata
| Novara 16 gennaio 1944 1ª giornata | Novara | 2 – 0 A tav. per tesseramenti irregolari (sul campo 0-0) | Cuneo |  |

| Cuneo 23 gennaio 1944 2ª giornata | Cuneo | 0 – 2 A tav. per tesseramenti irregolari (sul campo 1-2) | Biellese |  |

| Torino 30 gennaio 1944 3ª giornata | Torino FIAT | 4 – 0 | Cuneo |  |

| Cuneo 6 febbraio 1944 4ª giornata | Cuneo | 0 – 2 A tav. per tesseramenti irregolari (sul campo 1-1) | Liguria |  |

| Asti 13 febbraio 1944 5ª giornata | Asti | 3 – 2 | Cuneo |  |

| Casale Monferrato 20 febbraio 1944 6ª giornata | Casale | 2 – 0 A tav. per tesseramenti irregolari (sul campo 1-1) | Cuneo |  |

| Cuneo 27 febbraio 1944 7ª giornata | Cuneo | 0 – 2 | Juventus Cisitalia |  |

| Alessandria 5 marzo 1944 8ª giornata | Alessandria | 2 – 0 A tav. per tesseramenti irregolari (sul campo 1-1) | Cuneo |  |

| Cuneo 12 marzo 1944 9ª giornata | Cuneo | 0 – 3 | Genova 1893 |  |

##### Girone di ritorno
| Cuneo 19 marzo 1944 10ª giornata | Cuneo | 0 – 2 A tav. per tesseramenti irregolari (sul campo 3-0) | Novara |  |

| Biella 26 marzo 1944 11ª giornata | Biellese | 2 – 0 A tav. per tesseramenti irregolari (sul campo 2-1) | Cuneo |  |

| Cuneo 2 aprile 1944 12ª giornata | Cuneo | 0 – 3 | Torino FIAT |  |

| Genova 9 aprile 1944 13ª giornata | Liguria | 2 – 0 A tav. per tesseramenti irregolari (sul campo 3-1) | Cuneo |  |

| Cuneo 16 aprile 1944 14ª giornata | Cuneo | 0 – 2 A tav. per tesseramenti irregolari (sul campo 1-1) | Asti |  |

| Cuneo 23 aprile 1944 15ª giornata | Cuneo | 0 – 2 A tav. per tesseramenti irregolari (sul campo 2-1) | Casale |  |

| Torino 30 aprile 1944 16ª giornata | Juventus Cisitalia | 6 – 1 | Cuneo |  |

| Cuneo 7 maggio 1944 17ª giornata | Cuneo | 3 – 2 | Alessandria |  |

| Genova 14 maggio 1944 18ª giornata | Genova 1893 | 3 – 2 | Cuneo |  |